# Bravo (chaîne de télévision canadienne)
Pour les articles homonymes, voir Bravo.
Bravo, anciennement OLN et originellement Outdoor Life Network, est une chaîne de télévision canadienne anglophone spécialisée. Lancée le 17 octobre 1997, elle appartient à la société Rogers Sports & Media, filiale de Rogers Communications.
La chaîne diffuse notamment Survivorman.

## Histoire
Un consortium formé de Baton Broadcasting (devenu CTVglobemedia) (36,77 %), Rogers (29,9 %) et Outdoor Life Network (33,3 %) ont obtenu une licence auprès du CRTC pour le service Outdoor Life en septembre 1996. « Les émissions porteront exclusivement sur le plein air, la conservation, la faune et l'aventure ». La chaîne est entrée en ondes le 17 octobre 1997 sous le nom Outdoor Life Network, basée sur la chaîne américaine du même nom lancée en 1995, utilisant sous licence le nom du magazine Outdoor Life.
La programmation provenait majoritairement de la chaîne américaine, sauf les émissions de sport qui se retrouvait soit sur TSN ou Sportsnet, afin de respecter la nature du service. À l'automne 2006, la chaîne américaine devient Versus et diffuse des sports de combat, la chaîne canadienne diffusant désormais de la programmation diluée tout en conservant ses initiales, sans égard à sa signification.
Le 7 juillet 2008, Rogers rachète les parts restantes et devient le seul propriétaire de la chaîne.
En 2023, la chaîne est délaissée en diffusant en rafale de séries d'animation comme Les Simpson, Family Guy, Bob's Burgers, des émissions de comédies comme Impractical Jokers, et des émissions de chasse et pèche et de plein air les samedis et dimanches matins.

## Programmes
- Duck Dynasty
- Duck Commander
- Get Stuffed
- Man v. Food Nation
- Operation Repo
- Storage Hunters
- Storage Wars : Enchères surprises (Storage Wars)
- Storage Wars : Adjugé, vendu (Storage Wars Canada)
- Storage Wars : Enchères à New York (Storage Wars New York)
- Storage Wars Texas
- The Liquidator
- The Project – Guatamela
- Toy Hunter
- Whisker Wars
- Departures
- Descending
- Wild Things with Dominic Monaghan
- Dog and Beth: On the Hunt
- Les Traqueurs de fantômes (Ghost Hunters)
- Mantracker
- Le Survivant (Survivorman)
- Dynamo : Magicien de l'impossible (Dynamo: Magician Impossible)
- Angler and Hunter Television
- Canada in the Rough
- Dirt Trax Television
- RCTV
- The Canadian Tradition
- Fish TV
- Snowmobiler TV
- SnowTrax